# Martin Lister

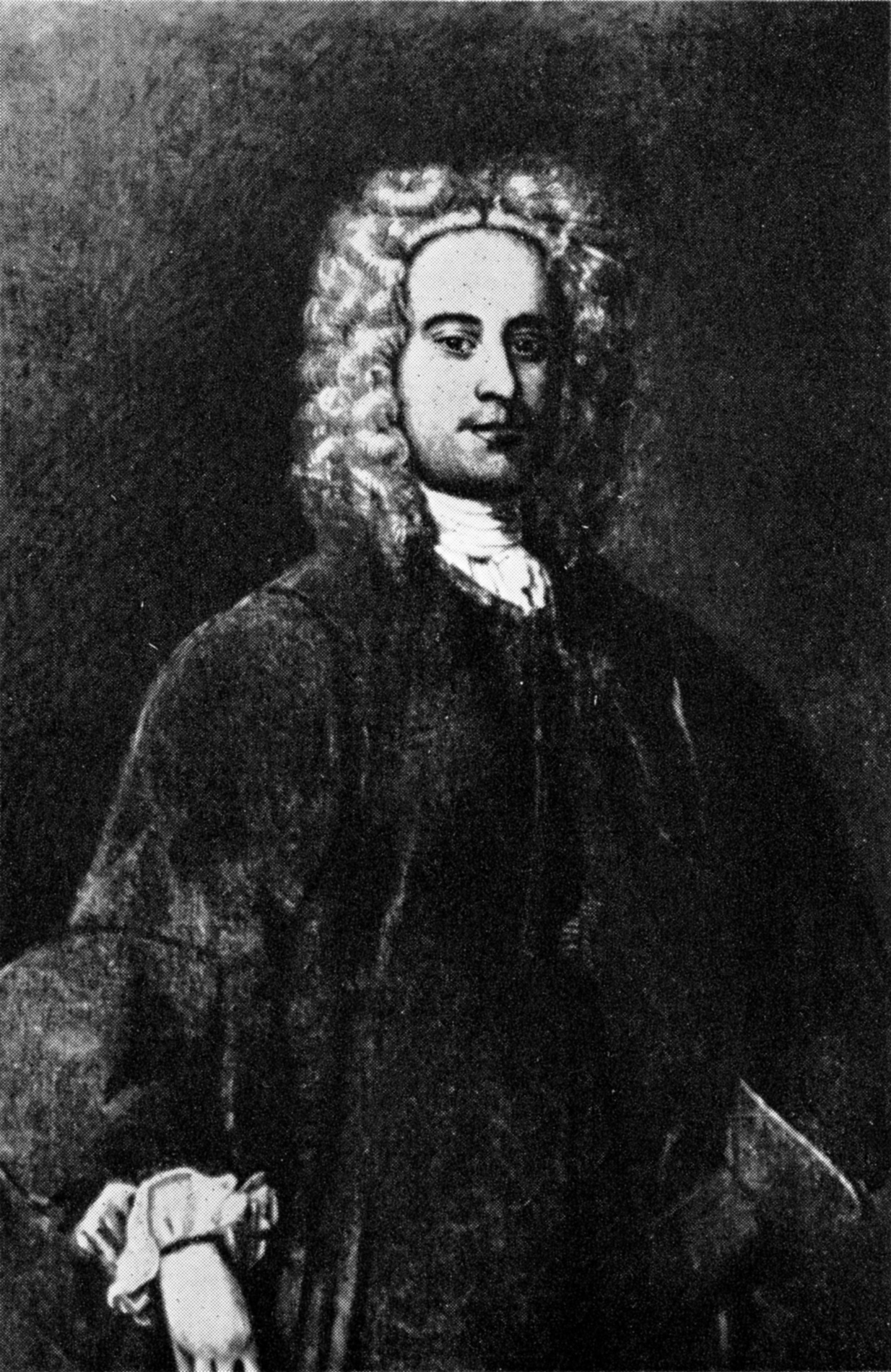
Martin Lister

Martin Lister (Radclive (bij Buckingham), rond 1638 - Epsom, 2 februari 1712) was een Engels natuurvorser en arts.

## Biografie
Lister had goede contacten dankzij zijn familie, zijn oom was de arts van Anna van Denemarken (de vrouw van koning James I) en koning Charles I en hij was een neef van Sarah Jennings, de belangrijkste adviseur van koningin Anne. Hij bezocht het St John's College van de universiteit van Cambridge van 1655 tot 1659 en werd fellow in 1660. Hij werd Fellow of the Royal Society in 1671 en practiseerde daarna medicijnen in York. In 1683 verhuisde hij naar Londen, om in 1684 een M.D.-graad te behalen aan de universiteit van Oxford.

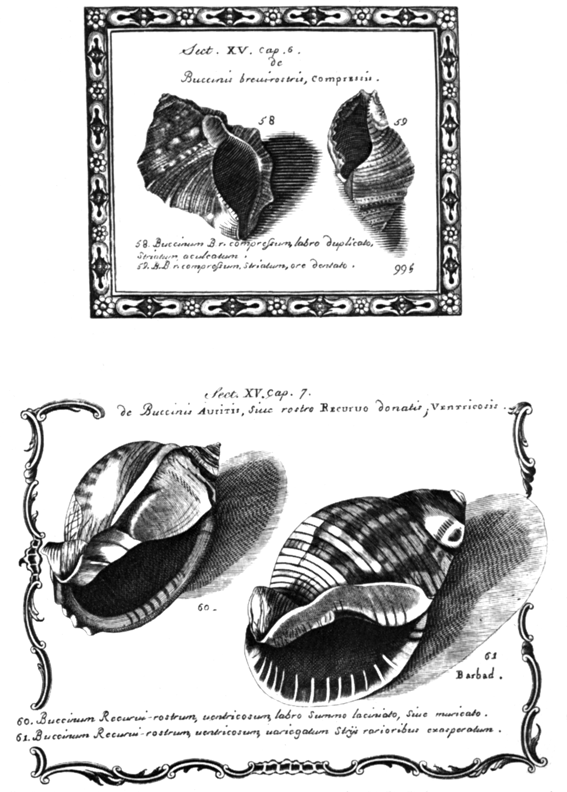
Afbeeldingen uit Historiae Conchyliorum (1691)

## Werk
Lister schreef veel artikelen over natuuronderzoek, medicijnen en geschiedkunde in de Philosophical Transactions. Zijn belangrijkste werken waren Historiae animalium Angliae tres tractatus (1678); Historiae Conchyliorum (1685-1692) en Conchyliorum Bivalvium (1696). Hij was een kenner op het gebieden van mollusken, vooral gastropoden. Hoewel hij opvallende gelijkenissen vond tussen levende dieren en fossielen, beschouwde hij de laatsten, zoals gebruikelijk in die tijd, als levenloze imitaties van de levende natuur in gesteente.
In 1683 stelde hij in de Royal Society een plan voor een kaart van Engeland te maken met daarop aangegeven waar welke bodems en mineralen te vinden zijn. Hij wordt daarom gezien als de eerste voorstander van een geologische dienst.

## Vernoemingen
Naar Lister genoemd werden een stelsel mareruggen (Dorsa Lister) op de Maan, de zeeslak Strombus listeri (tegenwoordig in het genus Mirabilistrombus) en het orchideeën-geslacht Listera.